# 富日罗勒 (安德尔省)
富日罗勒（法語：Fougerolles，法語發音：[fuʒʁɔl]）是法国安德尔省的一个市镇，位于该省东南部，属于拉沙特尔区。

## 地理
富日罗勒（46°33'47"N, 1°51'59"E）面积17.17 平方千米，位于法国中央-卢瓦尔河谷大区安德尔省，该省份为法国中部省份，北起卢瓦-谢尔省，西北接安德尔-卢瓦尔省，西南接维埃纳省，南至克勒兹省和上维埃纳省，东临谢尔省。
与富日罗勒接壤的市镇（或旧市镇、城区）包括：沙西尼奥勒、讷维圣塞皮尔克、圣但尼德茹埃、萨尔宰、特朗佐。

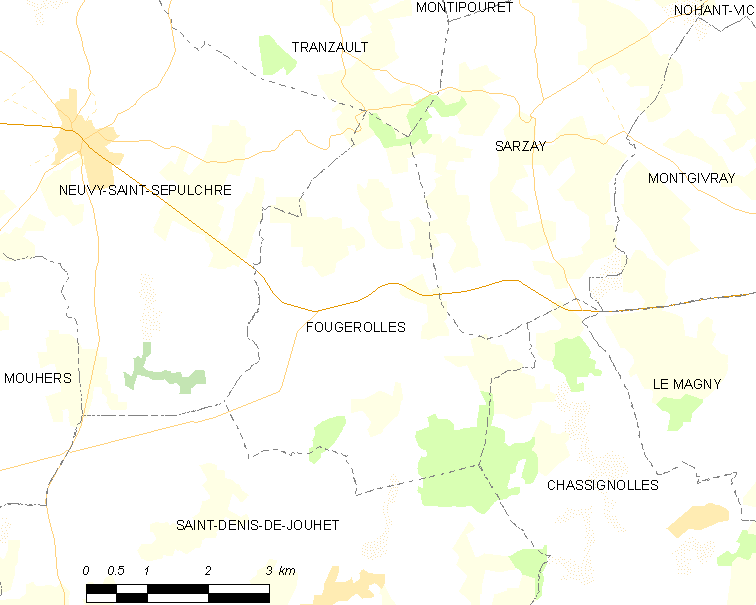
的OSM定位图

富日罗勒的时区为UTC+01:00、UTC+02:00（夏令时）。

## 行政
富日罗勒的邮政编码为36230，INSEE市镇编码为36078。

## 政治
富日罗勒所属的省级选区为讷维圣塞皮尔克县。

## 人口

1962-2008年间人口变化图示

富日罗勒于2022年1月1日时的人口数量为352人。